# Suburban Baroque
『Suburban Baroque』（サバーバン・バロック）は、カーネーションの17枚目のアルバム。2017年9月13日にCROWN STONESより発売された（CROWN STONESは日本クラウン内のレーベル）。
前作から約1年ぶりのオリジナルアルバム。前作から1年という短いスパンでオリジナルアルバムがリリースされたのは、『LIVING/LOVING』、『SUPER ZOO !』 以来のことである。
全て新曲である。2009年に脱退した矢部浩志が脱退後初めてレコーディングに参加した。全曲のインストゥルメンタルCDとの2枚組仕様になっている。
岡本啓佑（黒猫チェルシー）、張替智広、吉澤嘉代子らのゲストミュージシャンが参加している。
2017年12月6日に本作のアナログ盤 (180g重量盤)が発売された。

## 収録曲
【DISC1】
1. Shooting Star
2. Peanut Butter & Jelly
アルバムのリードトラック。PVが作成された。
3. ハンマーロック
4. Little Jetty
リードボーカルは大田譲。
5. 夜の森
6. Younger Than Today
7. 金魚と浮雲
8. Girl
9. Suspicious Mind
10. Please Please Please
吉澤嘉代子がコーラスで参加。
11. VIVRE

【DISC2】
1. Shooting Star (Instrumental Version)
2. Peanut Butter & Jelly (Instrumental Version)
3. ハンマーロック (Instrumental Version)
4. Little Jetty (Instrumental Version)
5. 夜の森 (Instrumental Version)
6. Younger Than Today (Instrumental Version)
7. 金魚と浮雲 (Instrumental Version)
8. Girl (Instrumental Version)
9. Suspicious Mind (Instrumental Version)
10. Please Please Please (Instrumental Version)
11. VIVRE (Instrumental Version)